# Paul McCarthy
Pour les articles homonymes, voir MacCarthy.
Ne doit pas être confondu avec Paul McCartney.
Paul McCarthy, né le 4 août 1945 à Salt Lake City, est un plasticien américain réalisant des sculptures  et des performances qui vit et travaille, actuellement, à Los Angeles.

## Biographie

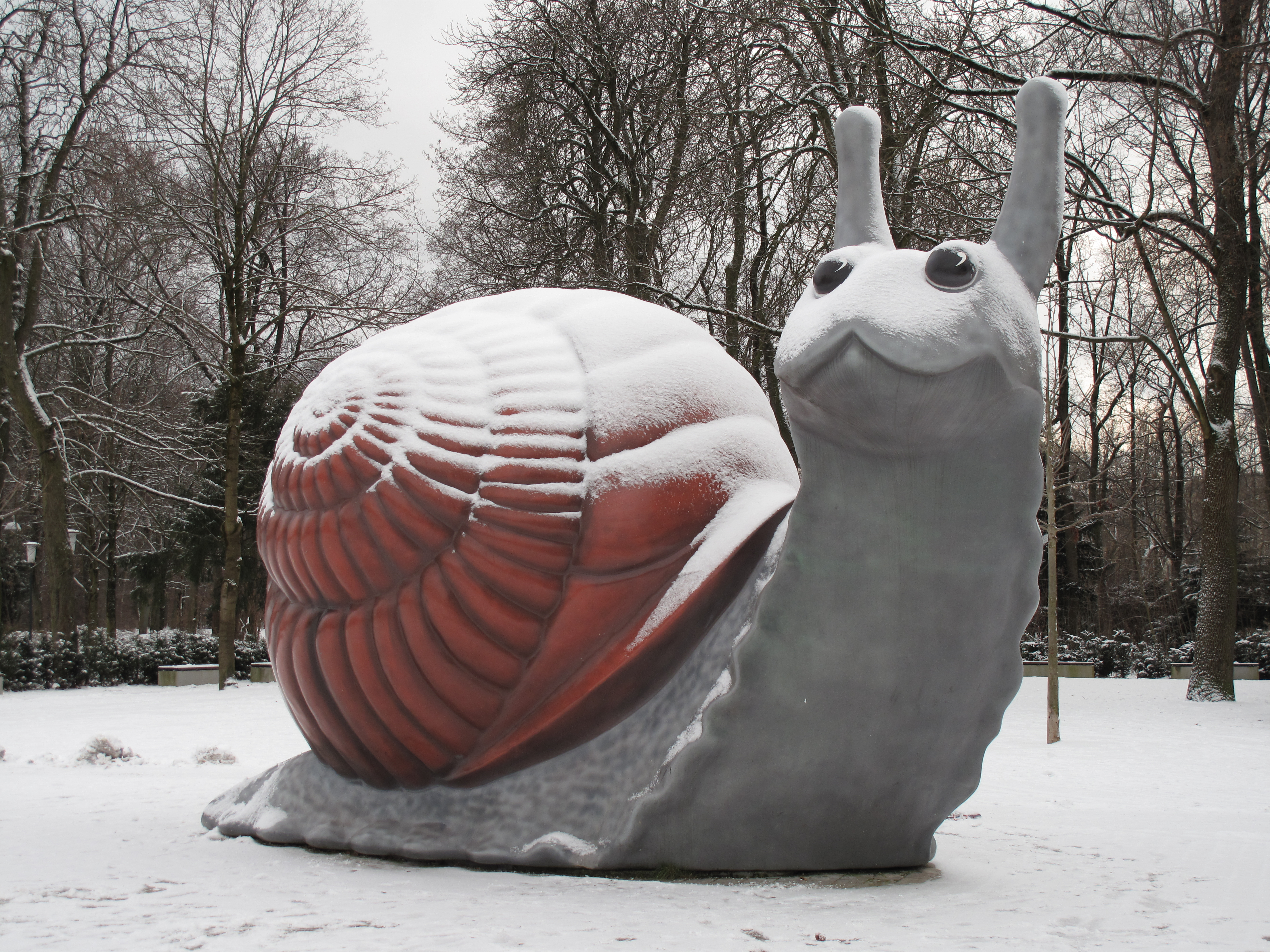
Sweet Brown Snail par Jason Rhoades et Paul McCarthy dans le Bavariapark et le Verkehrszentrum du Deutsches Museum de Munich.

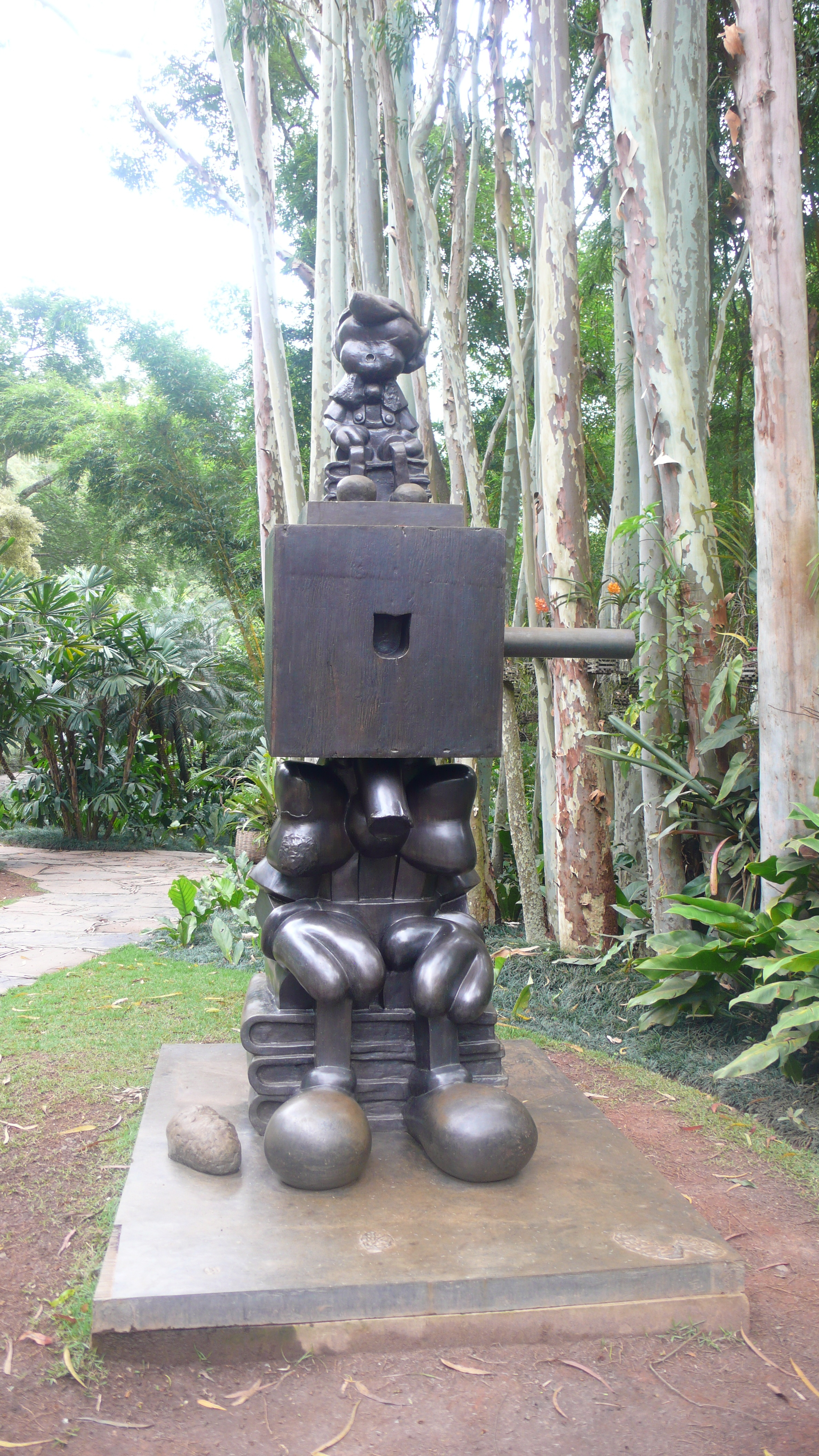
Boxhead (2001), collection du Centro de Arte Contemporânea Inhotim à Brumadinho (Brésil).

Paul McCarthy est élève dans plusieurs lycées de l'Utah. En 1959, il réalise sa première sculpture en plâtre, Henry Moore bound to fail et, en 1964-1965, découvre le pop art et plus particulièrement le travail de Robert Rauschenberg à partir de matériaux de récupération.
Il étudie les arts à l'université de l'Utah en 1969. Il y fait la connaissance de Ralvo Puusemp qui lui fait découvrir Donald Judd et Yves Klein En 1966, le département d'arts de l'université crée une section de cinéma expérimental où il découvre les films de Bruce Conner, Kenneth Anger, Jean-Luc Godard, Ingmar Bergman et Andy Warhol et fait la connaissance de Stan Brakhage. En 1966-1967, il s'intéresse à Gutaï, Yoko Ono, Gustav Metzger, Allan Kaprow, Wolf Vostell, puis découvre le travail de Bruce Nauman en 1967. Il commence à réfléchir à l'utilisation de la vidéo mais se heurte à la difficulté de se procurer les moyens techniques nécessaires et commence par tourner quelques films expérimentaux.
En 1968, il s'installe en Californie à San Francisco avec l'intention de faire des films. Il étudie au San Francisco Art Institute, dans l'espoir d'y trouver une scène plus expérimentale que dans l'Utah, mais où il découvre en fait une école de peinture, très marquée par l'héritage de l'expressionnisme abstrait californien et que Bruce Nauman a quittée pour aller enseigner à Los Angeles. Il obtient un Bachelor of Fine Arts en peinture et prend part à la vie des communautés d'artistes de San Francisco.
Au printemps 1969, Paul McCarthy rentre en Utah. Ne s'étant pas fait recenser pour la guerre du Viêt Nam, il n'a été retrouvé par l'armée qu'après avoir passé son diplôme de l'Art Institute ; lorsqu'il est appelé sous les drapeaux en 1969, il refuse d'être incorporé et passe un an dans sa famille à tenter de se faire exempter par le conseil de révision. Il s'installe ensuite à Los Angeles et, en 1972, il est accepté à l’University of Southern California, qui possède alors une excellente école de cinéma, tournée vers Hollywood. Il y étudie à la fois dans le département d'art et dans le département de cinéma et obtient un Master of Fine Arts. Il rêve alors de « faire des films expérimentaux au sein de l'industrie du cinéma, en [s]'appropriant l'industrie ; le rêve idéaliste d'une reprise en main [...] une pensée utopique et idéaliste ». Mais son travail, basé sur l'exécution de tâches (tasks), la répétition et le corps, n'intéresse pas beaucoup l'école de cinéma de l'université, qui ne partage pas davantage son intérêt pour la vidéo.
De 1982 à 2002, il enseigne l'histoire de l’art performance, la vidéo ou la réalisation d'installations artistiques à l'Université de Californie à Los Angeles[source secondaire souhaitée].

## Œuvre

### Années 1960 et 1970
McCarthy a commencé vers 1967 par des peintures inspirées de l'univers des courses automobiles, la série des Dragster Cars Paintings, entassements de moteurs, réservoirs, pilotes de plus de 2 mètres de haut. Ensuite vient la série des Black Paintings, peintes à plat sur le sol avec les mains puis entassées et fixées les unes aux autres. Il les détruit ensuite à la hache ou y met le feu avec de l'essence.
En 1967, il tourne un film avec deux cadreurs en plaçant dans une maison un homme et une femme nus et qui ne se connaissent pas. La caméra se promène de l'un à l'autre en panoramique.
McCarthy poursuit sa carrière artistique avec des performances fondées sur la pesanteur. En 1974, ses œuvres sont plus agressives et sexuellement explicites. De nombreuses œuvres mêlent alors différentes liquides symbolisant les excréments, la sueur et le sang. Son travail a été décrit alors par certains comme étant une brutale auto-agression. Il a réalisé des statues gonflables de grande taille qui ont été exposées à la Tate Modern. Certaines représentent des têtes de Pinocchio sur un mode ludique.

### Sculptures gonflables

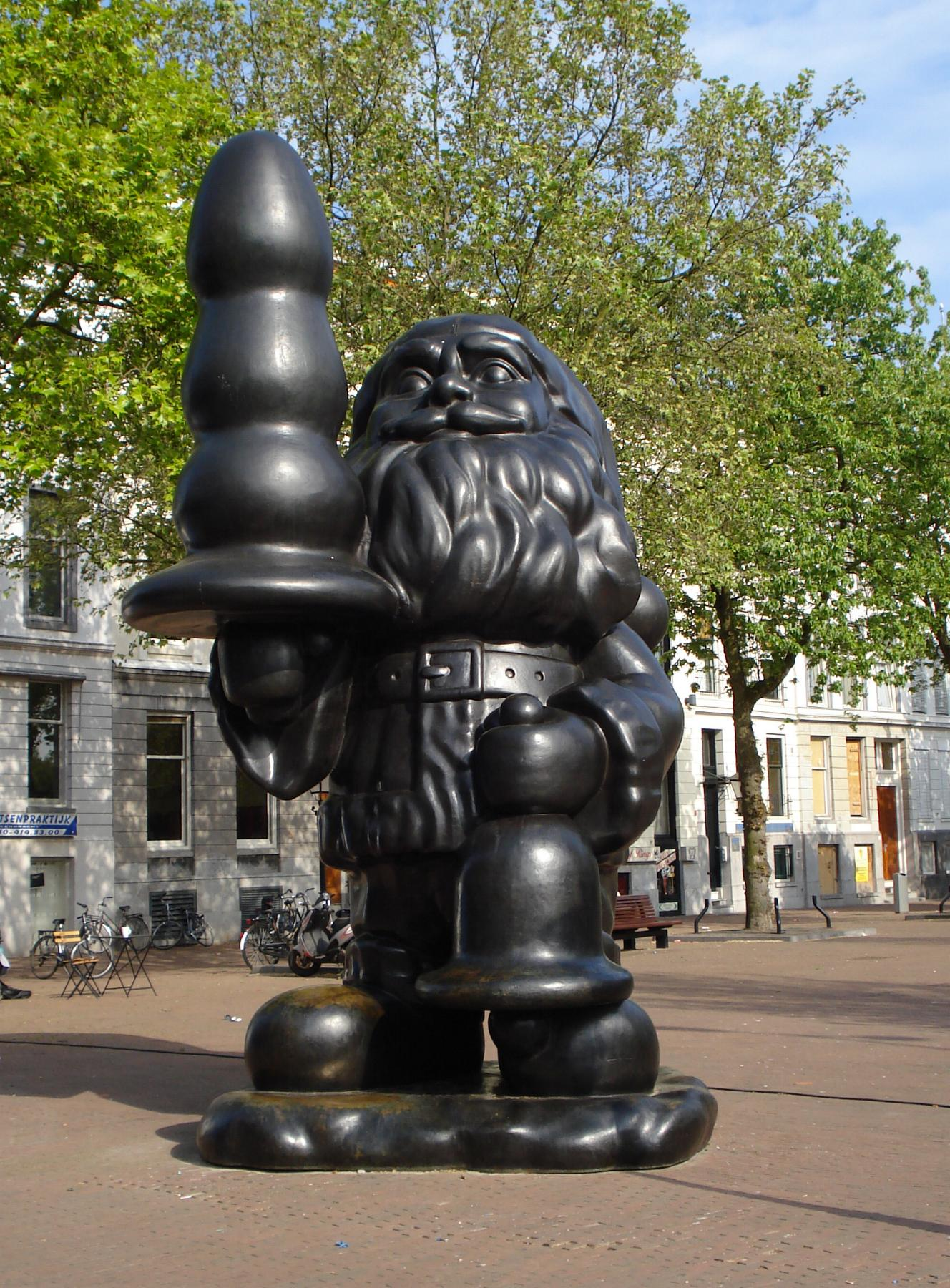
Santa Claus, sculpture de Paul McCarthy exposée à Rotterdam.

Paul McCarthy a réalisé des sculptures gonflables dont la forme insolite rappelle un plug. Cependant, la directrice artistique Jennifer Flay et l'artiste jugent ces œuvres suffisamment ambiguës pour pouvoir être regardées d'une autre façon et ne pas choquer la personne qui les regarde. Ces sculptures sont en plastique gonflable, le matériau utilisé étant le BoPET (en). Elles sont inspirées d'œuvres de Constantin Brâncuși.
En 2001, il crée pour une exposition dans la ville de Rotterdam Santa Claus, une sculpture, de couleur noire, en forme de gnome arborant un plug et une cloche ; la sculpture est décrite comme amicale.
En 2007, il crée Brancusi tree, de couleur argentée de 2 m de hauteur en BoPET (en).
En dehors des plugs, Paul McCarthy explore d'autres possibilités de sculptures similaires : il crée par exemple une statue en forme de pile d'excréments intitulée Complex Pile et installée à Hong Kong pour une exposition intitulée Inflation!.
Il réalise également des cochons gonflables,, notamment une statue où un premier cochon monte le dos de son partenaire, sa tête coupée.
Une exposition est organisée en été 2009 à Utrecht, Air Pressure, à l'occasion du 370e anniversaire de l'université d'Utrecht, présentant des sculptures gonflables principalement créées entre 2005 et 2007 à Anvers. Une critique note le contraste entre les jardins institutionnels et traditionnels et le politiquement incorrect des œuvres comme l'un des aspects les plus terrifiants de l'exposition.
En 2014, à l'occasion de la Foire internationale d'art contemporain (FIAC), il expose sur la place Vendôme de Paris Tree, une sculpture abstraite pouvant évoquer une forme de plug de couleur verte,,. Paul McCarthy justifie ce choix par une évocation des sculptures de Constantin Brancusi : « Tout est parti d’une plaisanterie : à l’origine, je trouvais que le plug anal avait une forme similaire aux sculptures de Brancusi. Après, je me suis rendu compte que cela ressemblait à un arbre de Noël. Mais c’est une œuvre abstraite. Les gens peuvent être offensés s’ils veulent se référer au plug, mais pour moi, c’est plus proche d’une abstraction. » Durant l'installation de la sculpture, les passants sont d'abord surpris, avant que l'artiste soit agressé et frappé au visage par un inconnu qui prend la fuite. Dans la nuit du 17 au 18 octobre, l'installation est vandalisée et dégonflée : l'artiste, devant les réactions négatives, renonce à la regonfler et affirme qu'il ne souhaite pas être « mêlé à ce type de confrontation et à la violence physique, ou même continuer à faire prendre des risques à cette œuvre. ».

## Réception critique
Pour l'historien de l'art Jean Clair, McCarthy s'inscrit dans la « tradition du market art, de certains milieux qui fabriquent de l’art comme on fabrique de l’automobile », plus précisément dans « un filon qui court autour de la scatophilie et de la copromanie », dont, selon le jugement de l'académicien, il serait l'exemple « le plus médiocre et le moins intéressant ».
Pour le critique Laurent Dandrieu, il ne serait qu'un « spécialiste de happenings où la platitude le dispute à l’obscénité. »
Dans le quotidien Libération, Éric Loret et Marie Ottavi avancent que McCarthy aurait l'avantage de rendre « fou furieux à la fois les tenants de l’ordre et ceux d’un libéralisme décomplexé, c’est qu’en exhibant de la "merde" symbolique comme résultat de notre société de consommation, il défie à la fois le retour à l’ordre moral et met à jour la production de l’homme comme déchet. »
Pierre Guerlain, professeur de civilisation américaine à l'université Paris-Ouest Nanterre, condamne la « tentation totalitaire » de cet art contemporain qui n'admet pas les critiques. Il range McCarthy dans la catégorie des « rebelles subventionnés », qui regrouperait les « artistes qui utilisent au mieux les ressorts de la pub, créent un scandale pour choquer la "France moisie" et empochent le produit de leur provocation. »

## McCarthy dans les œuvres de fiction
- Hamlet And The Something Pourri d'Alexis Fichet, pièce de théâtre où se rencontrent deux personnages, un Hamlet contemporain, et Paul Mc Carthy[18].

## Expositions personnelles
- Rétrospective HEAD SHOP/SHOP HEAD (œuvres 1966-2006), au S.M.A.K. de Gand, du 13 octobre 2007 au 17 février 2008[19]
- Air Pressure, Jardins botaniques de l'Université d'Utrecht (nl), Utrecht, 2009[20]
- Nine Dwarves, à l'occasion de l'inauguration de la Kukje Gallery K3 à Séoul, du 5 avril au 22 mai 2012[21]
- Chocolate Factory, à l'occasion de la réouverture de la Monnaie de Paris, du 24 octobre 2014 au 4 janvier 2015[13],[22]